# ノルマ・ノーラン
ノルマ・ノーラン（Norma Nolan、1938年4月22日 - ）は、アルゼンチンのモデル。1962年、第11回ミス・ユニバース世界大会（ミス・ユニバース1962）で優勝。

## 経歴
アイルランド人のルーツを持つ。1938年4月22日、サンタフェ州ベナド・トゥエルトに生まれる。
アルゼンチンのテレビでモデルとして活動。友人の勧めによりベレーサ・アルゼンティーナに応募。優勝。国を代表してミス・ユニバースに出場する権利を得る。1962年7月14日にフロリダ州マイアミビーチで開催されたミス・ユニバース1962で優勝。アルゼンチン代表として初（現在に至るまで唯一）。
ミスとしての任期を終えた後はブエノスアイレスでモデル活動を続ける。
1962年、フロリダに定住。書店を経営する。
1966年に結婚。一人の娘を儲ける。
1969年、ミス・ユニバース審査員。その後はファッションとテレビの表舞台から退いている。